# Roigheim
Roigheim – miejscowość i gmina w Niemczech, w kraju związkowym Badenia-Wirtembergia, w rejencji Stuttgart, w regionie Heilbronn-Franken, w powiecie Heilbronn, wchodzi w skład wspólnoty administracyjnej Möckmühl. Leży nad rzeką Seckach, ok. 25 km na północ od Heilbronn, przy linii kolejowej Würzburg-Heilbronn.

## Galeria

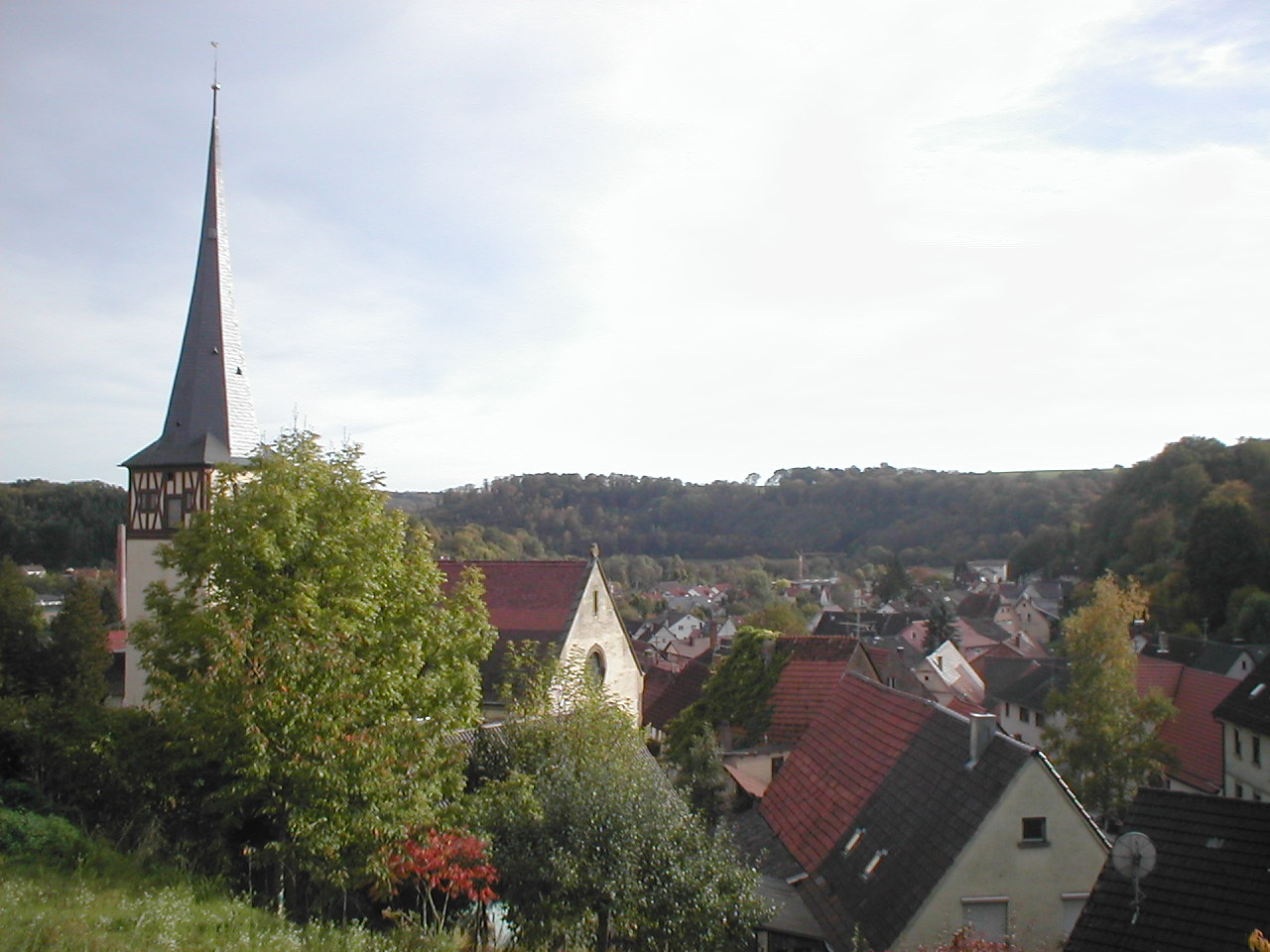
Panorama gminy
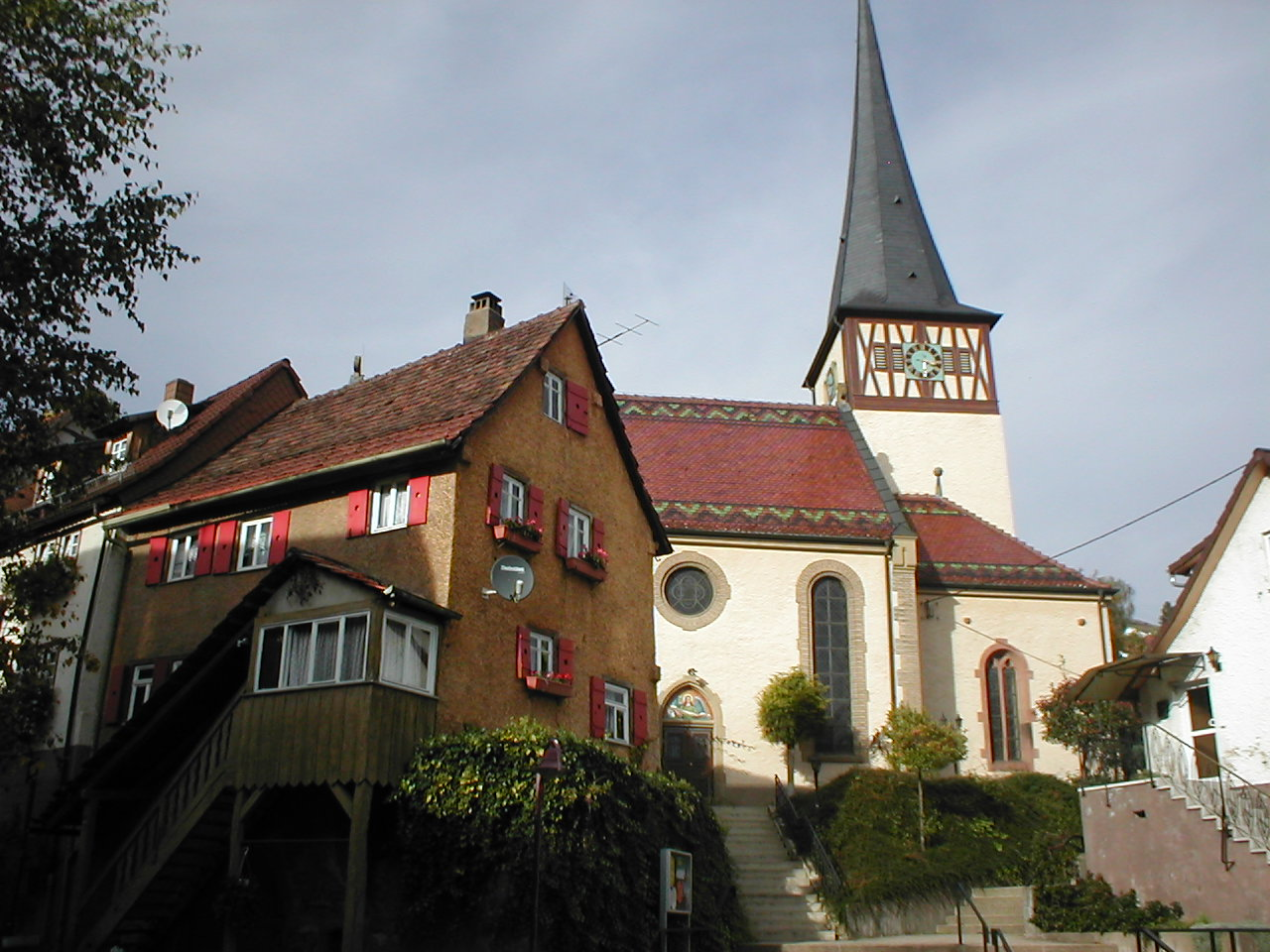
Kościół ewangelicki
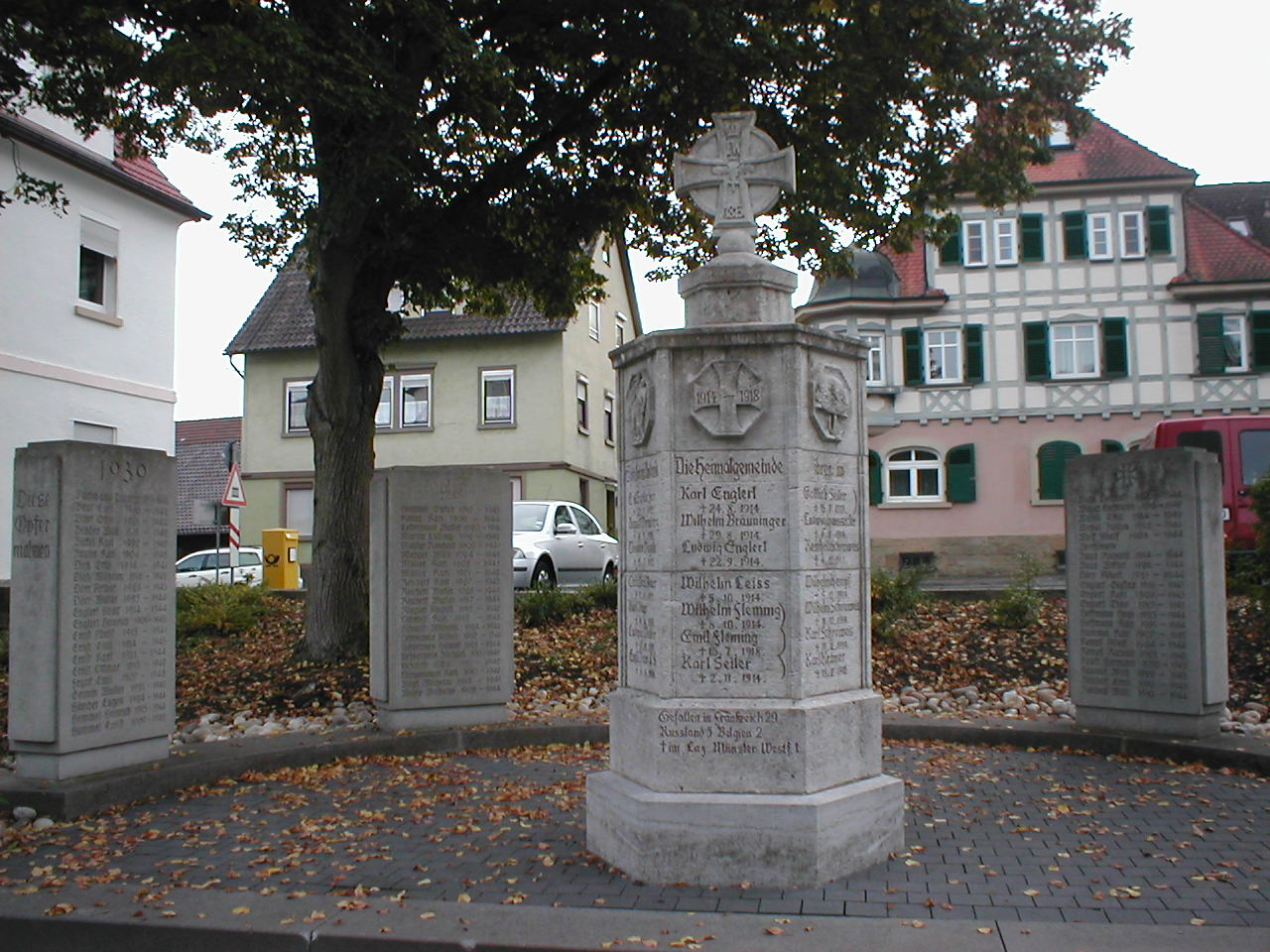
Pomnik poległych